# Podocarpus subtropicalis
Podocarpus subtropicalis — вид хвойних рослин родини подокарпових.

## Поширення, екологія
Країни поширення: Китай (Сичуань, Юньнань). Мало що відомо про екологію цього виду. Ростуть в місцях з помірно-теплим з субтропічним кліматом.

## Використання
Це вид, що зустрічається на горі Омей були взяті звідти і посаджені широко в інших частинах Китаю і за його межами.

## Загрози та охорона
Загроз не можуть бути ідентифіковані через невизначеність щодо поширення та таксономічного статусу. Вид швидше за все, зустрічаються на г. Омей в межах захищеної зони.